# بني المقضى (عبس)

تعديل مصدري - تعديل

بني المقضى هي إحدى قرى عزلة بني ثواب بمديرية عبس التابعة لمحافظة حجة، بلغ تعداد سكانها 318 نسمة حسب تعداد اليمن لعام 2004.